# Ventriculostomía
La ventriculostomía es una intervención neuroquirúrgica que consiste en realizar un orificio (estoma) en un ventrículo cerebral para drenarlo. Suele realizarse en pacientes con hidrocefalia. La intervención se lleva a cabo penetrando en el cráneo, la duramadre y el cerebro para poder acceder al ventrículo. Cuando este drenaje con catéter es temporal, se denomina drenaje ventricular externo (DVE). Cuando el drenaje es permanente, se denomina derivación interna (shunt). Muchas de estas derivaciones internas ventriculares reciben su nombre dependiendo de la localización final del extremo de catéter. Por ejemplo, en una derivación ventriculoperitoneal, el extremo se encuentra en la cavidad peritoneal; en una derivación ventriculoatrial, se encuentra en una aurícula. Generalmente la inserción se realiza en el punto de Kocher, localizado 11 cm posterior al nasión y a 3 cm al lateral de la línea media. El DVE se lleva a cabo principalmente para monitorizar la presión intracraneana y para drenar el líquido cefalorraquídeo (LCR), o bien la sangre para reducir la presión en el sistema nervioso central.
Estrictamente hablando, para realizar una ventriculostomía no es necesario el uso de un catéter. Por ejemplo, la ventriculostomía del tercer ventrículo es una intervención neuroquirúrgica con la que se realiza un orificio en el suelo del tercer ventrículo, generalmente sin el uso de catéteres permanentes.
Entre otros tipos de ventriculostomía está la ventriculocisternostomía , desarrollada por el neurocirujano noruego Arne Torlkidsen.